# Кадыр-Берди
Кадыр-Берди (или Кадыр-Бирди, или Кадир-Берди, старотат. قادر بردى‎) — хан Золотой Орды в 1419 году, один из сыновей Тохтамыша.
Участник напряженной борьбы за ханский престол, которая наступила после разгрома Тохтамыша Тимуром. Вступил в борьбу за престол в 1419 г. при сильной поддержке литовского князя Витовта, свергнув и убив Дервиш-хана, который пользовался поддержкой своего беклярбека Идигу. По некоторым сведениям бекляри-беком при хане Кадыр-Берди был Нураддин, старший сын Идигу, пошедший против отца.
Идигу бежал в Крым, где провозгласил ханом Бек-Суфи из крымских Тукатимуридов. Была начата чеканка монет с именами хана и Идигу. Но Бек-Суфи был разбит ханом Кадыр-Берди, хотя еще и сохранял власть над отдельными областями в Крыму до 825 г. х. (1422 г.), пользуясь поддержкой Витовта. Идигу не остался при разгромленном хане, а решил укрыться в собственных владениях на Урале.
В 822 г. х. (на рубеже 1419—1420 гг.) Идигу погиб от рук приверженцев Кадыр-Берди. Кадыр-Берди примерно в те же дни погиб в Крыму. Однако сведения источников о гибели Идигу и Кадыр-Берди весьма противоречивы. Так, согласно версии ал-Айни, два врага встретились в сражении, в котором Кадыр-Берди погиб, а Идигу умер от ран